# 雪镇狂魔
《雪镇狂魔》（英語：Snowtown）是2011年由贾斯汀·库泽尔执导的一部澳大利亚传记犯罪电影，并且是库泽尔的导演处女作。剧本由肖恩·格兰特根据雪镇谋杀案的真实故事改编。

## 剧情
在贫困的阿德莱德郊区索尔兹伯里，16岁的杰米（卢卡斯·皮塔维饰）和他困窘的母亲伊丽莎白·哈维（路易斯·哈里斯饰）和兄弟们住在一起，其中包括强奸杰米的特洛伊（安东尼·格罗夫斯饰）。一天，他母亲的男友拍下了这些男孩的不雅照片。当警察不愿干预时，巴里（理查德·格林饰）联系了伊丽莎白，巴里是一个同性恋变装男，将她介绍给约翰（丹尼尔·亨歇尔饰）。仇恨恋童癖和同性恋者的约翰不断向男友家扔袋鼠血和尸块等手段骚扰这位男友，赶走了他。约翰开始扮演杰米父亲的角色。巴里告诉约翰该地区恋童癖者的姓名和地址，约翰制作了一堵墙，上面有每个人的图片和详细信息，包括写着“我来找你”之类的字条。
杰米发现自己慢慢地被约翰的恐同和暴力倾向所吸引，约翰令人生畏的控制欲让杰米无法摆脱。有一次，约翰得知杰米被他的兄弟特洛伊强奸，他希望杰米能够爷们一点，逼着杰米枪杀了他的狗。与此同时，约翰的恐同观点影响了附近的其他人，并将巴里与他年轻的男友罗伯特（亚伦·维格弗饰）分开了。似乎只有特洛伊不喜欢约翰。巴里很快就消失了，只留下一条答录机消息说他要去昆士兰。约翰让杰米加入了他的“埋人”小团队。
不久之后，杰米和约翰一起拜访了他吸毒成瘾的最好的朋友加文（鲍勃·阿德里安斯饰），约翰厌恶加文。一天晚上，约翰和罗伯特把杰米带到他的花园棚子里，给他看巴里和加文的尸体。心痛的杰米大骂约翰，但却无法摆脱。当约翰得知杰米被特洛伊虐待时，他和罗伯特拷打特洛伊。杰米后来出于怜悯之心了断了特洛伊。他现在已经麻木，于是帮约翰实施了几起谋杀。约翰和他的团队将尸体存放在雪镇镇一家废弃银行的金库中。杰米被约翰说服，把他同父异母的兄弟戴夫（博高斯林饰）引诱到银行大楼，装作去看一台待售的电脑。杰米和他一起开车到镇上，模糊地意识到他在做什么，然后把戴夫带进了大楼，在那里他遇到了约翰和罗伯特。戴夫不知道发生了什么事，看着杰米关上了银行的门。荧幕变黑，字幕显示南澳大利亚警方于1999年5月20日在斯诺镇银行金库的桶中发现了八个人的遗体，第二天，约翰·邦廷和罗伯特·瓦格纳被捕。

## 演员
- 丹尼尔·亨歇尔 饰 约翰·邦廷
- 卢卡斯·皮塔维[4] 饰 杰米·弗拉萨卡斯
- 亚伦·韦尔格弗 饰 罗伯特·瓦格纳
- 戴维·沃克 饰 马克·海顿
- 露易丝·哈里斯 饰 伊丽莎白·哈维
- 凯兰·施韦尔特 饰 托马斯·特雷维廉
- 鲍勃·阿德里安斯 饰 加文
- 弗兰克·茨维尔特尼亚克 饰 杰弗里
- 马修·霍华德 饰 尼古拉斯
- 马尔库斯·霍华德 饰 阿列克斯
- 安东尼·格罗夫斯 饰 特洛伊
- 理查德·格林 饰 巴里
- 博·戈斯林 饰 戴夫
- 克雷格·科因 饰 雷

## 制作
澳大利亚电影电视局于2010年3月宣布将资助这部电影，维多利亚电影公司提供了245000美元。这部电影是由Warp Films澳大利亚分部制作的，该制片商由Warp Films和发行商疯人娱乐合作成立。
Warp Films澳大利亚分部的彼得·坎贝尔不得不取消剩余的禁止令，以便电影可以首映。
《雪镇》是库泽尔担任导演的第一部长片电影。他的短片《蓝舌头》曾在2005年戛纳电影节上放映。
除了亨歇尔和格林之外，演员都是没有表演经验的当地人，库泽尔在谋杀案发生的地区找到了他们，其中大部分来自多沃伦帕克。库泽尔本人在该地区长大，他认为起用当地人出演会使这部电影从老套的恐怖片变成讲述人类悲惨处境的故事，展示当人们处于不利地位时会发生什么。多沃伦帕克被认为是澳大利亚最暴力和功能失调的郊区之一，也是紧急车辆害怕没有警察护送的地方。根据库泽尔的说法，他本来期待这些业余演员会抱着“哇，我要成为电影明星”的心态，结果请来的演员们一开始很不情愿。这部电影是在南澳大利亚的史密斯菲尔德平原拍摄的，这里是阿德莱德都会区的远郊。

## 发行
《雪镇狂魔》在2011年阿德莱德电影节首映并获得了电影节的“观众奖”，并与来自世界各地的其他六部影片一起在国际影评人周中放映，这一活动与2011年戛纳电影节同时举行。在戛纳，这部电影获得了特别提名奖。这部电影由Revolver Entertainment在英国发行，在北美由IFC Midnight发行。
这部电影在美国的票房为8452美元，在澳大利亚的票房为1133435美元，在法国和英国的票房为207500美元。

### 评论界的反响
这部电影获得了评论家的普遍好评。烂番茄根据65条评论列出了83%的支持率，平均评分为7.5分（满分10分），他们认为“这是一场惨淡而残酷的耐力测试，但对于有能力和耐心坚持到底的观众来说， 观看《雪镇》将被证明是一种非常出彩的体验。”在Metacritic，13位评论家给这部电影的平均分为66分（满分100分）。
彼得·布拉德肖为《卫报》评论了这部电影，给了它四颗星（满分五星），称《雪镇》“是一部制作精良但令人毛骨悚然且难以坚持观看的暴力电影。”他总结说，该片让他想起了《瑞灵顿街10号》，虽然电影“像大卫·芬奇的《十二宫》，或海梅·罗萨莱斯的《一日时间》，或今村昌平的《复仇在我》，以各种方式揭开了凶手令人毛骨悚然的犯罪生涯的神秘面纱；《雪镇》创造的确实是一个社会现实主义的恐怖故事，将这个戏仿父亲角色的凶手展现在人们眼前。”
九號電視網娱乐记者理查德·威尔金斯给这部电影评分为零星，并表示“依我看这是一部谋杀实况的影片……我不在乎它是否植根于真相，这太可怕了。我已经看过了，所以你不必看。”这篇评论被文化杂志《步行者电视》所批评。

### 奖项及提名
| 奖项                          | 分类          | 提名              | 结果 |
| ----------------------------- | ------------- | ----------------- | ---- |
| 澳大利亞影視藝術學院獎 (首届) | 最佳影片      | 安娜·麦克莱什     | 提名 |
| 澳大利亞影視藝術學院獎 (首届) | 最佳影片      | 莎拉·萧           | 提名 |
| 澳大利亞影視藝術學院獎 (首届) | 最佳导演      | 贾斯汀·库泽尔     | 獲獎 |
| 澳大利亞影視藝術學院獎 (首届) | 最佳改编剧本  | 肖恩·格兰特       | 獲獎 |
| 澳大利亞影視藝術學院獎 (首届) | 最佳男主角    | 丹尼尔·亨歇尔     | 獲獎 |
| 澳大利亞影視藝術學院獎 (首届) | 最佳女配角    | 露易丝·哈里斯     | 獲獎 |
| 澳大利亞影視藝術學院獎 (首届) | 最佳摄影      | 亚当·阿尔卡波     | 提名 |
| 澳大利亞影視藝術學院獎 (首届) | 最佳剪辑      | 维罗妮卡·詹尼特   | 獲獎 |
| 澳大利亞影視藝術學院獎 (首届) | 最佳原创配乐  | 杰德·库泽尔       | 提名 |
| 澳大利亞影視藝術學院獎 (首届) | 最佳音效      | 弗兰克·利普森     | 獲獎 |
| 澳大利亞影視藝術學院獎 (首届) | 最佳音效      | 安德鲁·麦克格拉思 | 獲獎 |
| 澳大利亞影視藝術學院獎 (首届) | 最佳音效      | 戴斯·肯尼利       | 獲獎 |
| 澳大利亞影視藝術學院獎 (首届) | 最佳音效      | 米歇尔·加尔顿     | 獲獎 |
| 澳大利亞影視藝術學院獎 (首届) | 最佳音效      | 约翰·辛普森       | 獲獎 |
| 澳大利亞影視藝術學院獎 (首届) | 最佳音效      | 埃林·麦克基姆     | 獲獎 |
| 澳大利亞影視藝術學院獎 (首届) | AFI会员选择奖 | 安娜·麦克莱什     | 提名 |
| 澳大利亞影視藝術學院獎 (首届) | AFI会员选择奖 | 莎拉·萧           | 提名 |
| 澳大利亚导演协会奖            | 最佳导演      | 贾斯汀·库泽尔     | 提名 |
| 澳大利亚表演权协会奖          | 最佳配乐      | 杰德·库泽尔       | 獲獎 |
| 澳大利亚影评人圈奖            | 最佳电影      | 安娜·麦克莱什     | 獲獎 |
| 澳大利亚影评人圈奖            | 最佳电影      | 莎拉·萧           | 獲獎 |
| 澳大利亚影评人圈奖            | 最佳导演      | 贾斯汀·库泽尔     | 獲獎 |
| 澳大利亚影评人圈奖            | 最佳剧本      | 肖恩·格兰特       | 提名 |
| 澳大利亚影评人圈奖            | 最佳演员      | 丹尼尔·亨歇尔     | 獲獎 |
| 澳大利亚影评人圈奖            | 最佳女配角    | 露易丝·哈里斯     | 提名 |
| 澳大利亚影评人圈奖            | 最佳摄影      | 亚当·阿尔卡波     | 提名 |
| 澳大利亚影评人圈奖            | 最佳剪辑      | 维罗妮卡·詹尼特   | 提名 |
| 澳大利亚影评人圈奖            | 最佳配乐      | 杰德·库泽尔       | 提名 |
| 内部电影奖                    | 最佳导演      | 贾斯汀·库泽尔     | 提名 |
| 内部电影奖                    | 最佳剪辑      | 亚当·阿尔卡波     | 提名 |
| 内部电影奖                    | 最佳剪辑      | 维罗妮卡·詹尼特   | 獲獎 |
| 内部电影奖                    | 最佳制作设计  | 费奥娜·克罗姆比   | 提名 |
| 内部电影奖                    | 最佳音效      | 弗兰克·利普森     | 提名 |
| 内部电影奖                    | 最佳音效      | 安德鲁·麦克格拉思 | 提名 |
| 内部电影奖                    | 最佳音效      | 戴斯·肯尼利       | 提名 |
| 内部电影奖                    | 最佳音效      | 米歇尔·卡尔登     | 提名 |
| 内部电影奖                    | 最佳音效      | 约翰·辛普森       | 提名 |
| 内部电影奖                    | 最佳音效      | 埃林·麦克基姆     | 提名 |